# 郑日强
郑日强（1958年—），广西平南人，汉族，中华人民共和国政治人物、第十一届全国人民代表大会广东地区代表。
毕业于上海海运学院水运管理专业，是中共党员。担任湛江港集团董事长。2008年起担任全国人大代表。